# Nghiên cứu Đức
Nghiên cứu tiếng Đức là lĩnh vực nhân văn nghiên cứu, tài liệu và phổ biến ngôn ngữ và văn học Đức ở cả hai dạng lịch sử và hiện tại. Các khoa học thuật của nghiên cứu Đức thường bao gồm các lớp học về văn hóa Đức, lịch sử Đức và chính trị Đức bên cạnh thành phần ngôn ngữ và văn học. Tên tiếng Đức phổ biến cho lĩnh vực này là Germanistik, Deutsche Philologie và Deutsche Sprachwissenschaft und Literaturwissenschaft.
Các nghiên cứu hiện đại về Đức thường được xem là sự kết hợp của hai ngành học phụ: ngôn ngữ học Đức và nghiên cứu văn học tiếng Đức.

## Ngôn ngữ học tiếng Đức
Ngôn ngữ học Đức theo truyền thống được gọi là bác ngữ học ở Đức, vì có một sự khác biệt giữa các nhà bác ngữ học và ngôn ngữ học. Nó được chia một cách đại khái như sau:
- Tiếng Đức cao cổ đại (Althochdeutsch) thế kỷ thứ 8 - 11
- Trung đại Đức (Mittelhochdeutsch) thế kỷ 11 - 14
- Tiếng Đức cao mới (Frühneuhochdeutsch) thế kỷ 14 - 17
- Tiếng Đức hiện đại (tiếng Đức chuẩn, tiếng địa phương Đức) thế kỷ 18 - 21